# نرگس کلباسی
نرگس کلباسی اشتری (زادهٔ ۱ فروردین ۱۳۶۷، اصفهان) شهروند ایرانی-بریتانیایی و مؤسس بنیاد خیریهٔ پریشان در هند است که برای کودکان یتیم و معلول هند پرورشگاه‌هایی می‌ساخت. او پس از حادثه‌ای به قتل غیرعمد یک کودک متهم شد و در مارس ۲۰۱۷ با تلاش‌های وزارت امور خارجه و به خصوص محمدجواد ظریف وزیر امور خارجه، دادگاه تجدید نظر در شهر رایاگادا او را از همه اتهامات وارده تبرئه و بی‌گناه اعلام کرد. نرگس کلباسی پس از بازگشت به ایران همچنان خدمات بشردوستانهٔ خود ادامه می‌دهد که از آن جمله می‌توان به کمک‌رسانی به زلزله زدگان کرمانشاه اشاره کرد.

## زندگی‌نامه
نرگس کلباسی از تولد تا ۴ سالگی ساکن ایران بود و پس از آن به خاطر ادامهٔ تحصیل پدرش همراه با خانواده به انگلستان رفتند. نرگس در یازده سالگی، مادر و در شانزده سالگی، پدر خود را از دست داد که هر دو در دو سفر به ایران فوت کردند. در اولین سفر، مادرش بر اثر سکته قلبی و در دومین سفر به ایران، پدرش بر اثر سرطان فوت کردند. نرگس تا ۱۹ سالگی در کشور انگلستان زندگی می‌کرد و سپس تا ۲۱ سالگی‌اش در کشور کانادا و نزد عمهٔ خود به سر می‌برد. نرگس کلباسی اشتری زمانی که وارد کالج شد در دو رشته تحصیلی مدیریت جهانگردی و مدیریت بازرگانی همزمان مشغول تحصیل شد، ولی پس از دو سال تحصیل به دلیل رفتن به کانادا تحصیلاتش را ناتمام رها کرد.
پدر نرگس حسن کلباسی یکی از استادان دانشگاه اصفهان بود. آقا فخرالدین کلباسی، پدربزرگ نرگس کلباسی (فرزند محمدرضا کلباسی اشتری از مراجع تقلید شیعه در مشهد و از رهبران روشنفکر در نهضت ملی شدن صنعت نفت) از روحانیان سرشناس اصفهان محسوب می‌شود. حسن کلباسی پس از فوت پدرش بر اساس سنت خانوادگی برای کم‌تر از یک‌سال معمم شد و سپس برای تحصیل در مقطع دکتری در رشتهٔ اقتصاد به کشور انگلستان رفت که همزمان همسرش را در یک بیماری از دست داد. او بعد از پایان تحصیل به ایران برگشت و مدیر گروه اقتصاد در دانشگاه اصفهان شد. چند سال پس از مرگِ همسرش، حسن کلباسی اشتری هم گرفتار بیماری سرطان معده شد و از دنیا رفت، نرگس نیز پس از فوت پدرش به انگلستان بازگشت. مادر نرگس کلباسی در هنگام فوت،۳۶ سال و پدرش ۴۶ سال داشتند. محل دفن حسن کلباسی پدر نرگس کلباسی در مقبره خاندان کلباسی واقع در صحن ورودی مسجد رکن الملک اصفهان واقع در خیابان فیض می‌باشد.

## فعالیت‌ها پیش از دادگاهی شدن در هند

### بنیاد خیریهٔ پریشان
او در سال ۲۰۱۰ «بنیاد خیریهٔ پریشان» (به انگلیسی: Prishan Foundation) را تأسیس کرد و نام یتیم‌خانه‌اش را به یاد «پریشان»، کودک یتیمی که در کشور سری‌لانکا دیده بود، انتخاب کرد. بنیاد پریشان پس از تأسیس، یتیم‌خانه‌ای دخترانه و سرای نگهداری از کودکان نابینا در شرق هند افتتاح کرد.

### کمک به زندانیان رایاگادا
کلباسی در یک گفتگوی خبری عنوان کرد که مدتی به زندان رایاگادا رفت و آمد ماهانه داشته و به زندانیان این زندان کمک غذایی می‌کرده‌است.

## اتهام قتل غیرعمد
به نوشته نشریه دیلی میل یکی از کودکان در سال ۲۰۱۴ در اردو ناپدید شد. کودک مذکور در اردویی که توسط خانم کلباسی تدارک دیده شده بود غرق شده بود و در پی آن نرگس اشتری با اتهام «قتل غیرعمد» مواجه شد، و در صورتی که اتهامش ثابت می‌شد، می‌توانست به حبس محکوم شود. وی در یک درخواست که در آن زمان به زبان انگلیسی منتشر کرد از دوستان و همکارانش در بریتانیا خواست که از او حمایت کنند.
کمپین اینترنتی که به همین منظور راه افتاد و از نخست‌وزیر ایالت اودیسای هند و از نارندرا مودی نخست‌وزیر هند می‌خواست در این پرونده دخالت کنند.

### حمایت دولت ایران
دولت جمهوری اسلامی ایران اعلام کرد که از نرگس اشتری حمایت می‌کند. حسن نوریان سرکنسول ایران در حیدراباد هند برای پیگیری وضعیت حقوقی و کنسولی او به رایاگادا در ایالت اوریسا رفت و برای حضور در دادگاه و پشتیبانی از نرگس اشتری دوباره نیز در آنجا حاضر شد.
محمدجواد ظریف نیز در ۱۳ آذر ۱۳۹۵ در محل سفارت ایران در دهلی‌نو با نرگس کلباسی اشتری دیدار کرد.

### حکم دادگاه محلی
در روز دوشنبه ۱۵ آذر دادگاه محلی، حکم یک سال زندان و ۳۰۰ هزار روپیه جریمه نقدی برای نرگس اشتری صادر کرد. سرکنسول ایران در حیدرآباد گفت: «نرگس کلباسی هم‌اکنون با سپردن وثیقه ملکی از بازداشت خارج شده‌است و باید منتظر دادگاه تجدیدنظر باشد.»

### حکم تبرئه در دادگاه تجدید نظر
نرگس کلباسی در صفحه اینستاگرام و کانال تلگرامی خود نوشت که صبح شنبه ۵ فروردین ۱۳۹۶ حکم دادگاه تجدیدنظر در شهر رایاگادا در مورد پرونده اعلام و از همهٔ اتهامات وارده تبرئه شده و بی‌گناه شناخته شدم. به دنبال تبرئه وی محمدجواد ظریف طی پیامی ضمن تقدیر از صبر و استقامتش، آزادی وی را تبریک گفت. در حکم تبرئه نرگس کلباسی آمده‌است به دلیل اینکه «هیچ جسدی پیدا نشده و کودک تحت مسولیت وی نبوده»، دو سال به همین دلیل نرگس کلباسی در زجر بود، وی می‌توانست نزدیک به ۲۰۰۰ دلار غرامت بگیرد که آن را هم به شاکیان می‌بخشد.
پس از ورود به ایران نرگس کلباسی در برنامه تلویزیونی ماه عسل شرکت کرد و در این برنامه عنوان کرد که آرزوی رفتن به سفر حج را دارد، دفتر سید علی خامنه‌ای رهبر جمهوری اسلامی ایران در حین پخش این برنامه و طی تماس تلفنی سفر به مکه را به ایشان هدیه دادند. گفتنی است قبل از آن نیز هزینه وکلای نرگس کلباسی نیز از سوی علی خامنه‌ای تأمین شده بود.

## شکایت زلزله‌زدگان کرمانشاه
پس از وقوع زلزله کرمانشاه، کلباسی در فضای مجازی کمپینی با عنوان «جشن ۵ هزار تومانی» راه‌اندازی کرد و با کمک‌های مردمی فعالیت‌هایی همچون خانه سازی و اشتغال زایی را در چهار روستای سرپل ذهاب آغاز کرد. مدتی بعد برخی سایت‌ها و همین‌طور تیم تحقیقاتی دانشگاه تهران در مناطق زلزله زده اعتراض کردند و اعلام کردند که کلباسی پول وام زلزله زدگان را از آن‌ها می‌گیرد و برایشان خانه می‌سازد و کانکس‌هایی که می‌گوید به مردم هدیه داده، در واقع به وسیله خیرین برای مردم سرپل ذهاب فرستاده شده و او خودش پولی برای این کانکس‌ها نداده‌است. پس از این انتقادات، اعلام شد که عده ای از مردم زلزله زده علیه نرگس کلباسی به اتهام سوء استفاده شکایت کرده‌اند.